# Ульяновский, Тудор Ксенофонович
Тудор Ксенофонович Ульяновский (рум. Tudor Ulianovschi; род. 26 мая 1983, Флорешты, Молдавская ССР, СССР) — молдавский государственный деятель и дипломат. Чрезвычайный и полномочный посол.
Заместитель министра иностранных дел и европейской интеграции Республики Молдова (2014—2016). Посол Республики Молдова в Швейцарии и Лихтенштейне, постпред Республики Молдова при ВТО и Отделении ООН в Женеве (2016—2018). Министр иностранных дел и европейской интеграции Республики Молдова (2018—2019).

## Биография
Родился 26 мая 1983 в городе Флорешты Молдавской ССР.

### Образование
В 2005 окончил факультет правоведения Международного независимого университета Молдовы. В 2006 там же окончил магистратуру по международному праву.
В период с 2002 по 2003 был стипендиатом Международной академической программы правительства США (Кентукки).
Прошёл курсы повышения квалификации в Румынии (Международный дипломатический курс «Николае Титулеску», 2005), в Венской дипломатической академии (2006) и при Всемирной торговой организации (2017).
С 2007 по 2008 — аспирант Молдавского государственного университета.
Свободно владеет английским, русским, французским и арабским языками.

### Трудовая деятельность
С 2005 по 2007 — второй секретарь директората Америки, Азии, Ближнего Востока и Африки министерства иностранных дел и европейской интеграции Республики Молдова.
С 2007 по 2010 — советник (первый секретарь), ответственный за политические отношения посольства Республики Молдова в США.
5 июня 2007 присвоен дипломатический ранг «атташе».
С 2010 по 2011 — советник директората Америки, Азии, Ближнего Востока и Африки министерства иностранных дел и европейской интеграции Республики Молдова.
14 октября 2011 присвоен дипломатический ранг «третий секретарь».
С 2012 по 2013 — национальный координатор «Демократического сообщества».
С 2011 по 2013 — председатель директората Америки, Азии, Ближнего Востока и Африки министерства иностранных дел и европейской интеграции Республики Молдова.
С 2013 по 2014 — сотрудник рабочей группы посольства Республики Молдова в Катаре.
С 15 января 2014 по 10 февраля 2016 — заместитель министра иностранных дел и европейской интеграции Республики Молдова, ответственный за экономическую дипломатию, международные экономические отношения и двусторонние отношения.
С 4 февраля 2016 по 31 января 2018 — чрезвычайный и полномочный посол Республики Молдова в Швейцарии и Лихтенштейне (с 13 июля 2016 по совместительству), Постоянный представитель Республики Молдова при ВТО, Отделении ООН и других международных организациях в Женеве (председатель Совета по торговле и развитию ЮНКТАД; председатель Комитета по торговле способностью и стандартам ЕЭК ООН; председатель Комитета по платежному балансу ВТО; вице-президент Генеральной Ассамблеи ВОИС; председатель Второго комитета Конвенции об отдельных обычных вооружениях).
С 10 января 2018 по 8 июня 2019 — министр иностранных дел и европейской интеграции Республики Молдова в правительстве Павла Филипа.
В 2020 являлся одним из 8 кандидатов на выборах генерального директора Всемирной торговой организации.
В июне 2022 назначен одним из членов совета директоров SEIA (Американской ассоциации солнечной энергетики) — старший вице-президент по работе с иностранными государственными органами.

## Семья
Супруга — Корина Кожокару, дипломат, сопредседатель Международного клуба женщин Молдовы. Дочь Мадлен, получила имя в честь Мадлен Олбрайт.